# Джузеппе Мікелі (військовик)
Джузеппе Мікелі (італ. Giuseppe Micheli, 30 травня 1823 року, Ліворно - 1 квітня 1883 року, Кастелламмаре-ді-Стабія) - італійський генерал та інженер, конструктор військових кораблів, політик, депутат Палати депутатів Італії.

## Біографія
Джузеппе Мікелі народився 30 травня 1823 року в Ліворно. Займався розробкою торгових суден. У 1859 році вступив до складу військово-морських сил герцогства Тоскана. У 1861 році, після утворення Королівства Італія, почав службу у складі Королівських військово-морських сил як інженер 1-го класу. 
У 1859-1867 роках був директором Арсеналу в Ліворно. У 1868-1877 роках був директорам Арсеналу Венеції. Розробив броненосці типу «Руджеро ді Лаурія».
Був депутатом Палати депутатів Італії 3 скликань.
Помер 1 квітня 1883 року в Кастелламмаре-ді-Стабія.

## Нагороди
- Командор  Ордена Корони Італії
- Командор Ордена Святих Маврикія та Лазаря